# Pedurungan
Pedurungan is een bestuurslaag in het regentschap Pemalang van de provincie Midden-Java, Indonesië. Pedurungan telt 10.711 inwoners (volkstelling 2010).